# Relaciones topográficas de Felipe II
Relaciones topográficas de los pueblos de España, hechas de orden de Felipe II es el nombre con el que comúnmente se conoce a una obra estadística, que es resultado de la empresa acometida por Felipe II que pretendía ofrecer una descripción detallada de todos los asentamientos poblacionales de los reinos que gobernaba. No obstante, se conocen también por otros nombres como el dado por el Padre Miguélez, en su obra La ciudad de Dios (1915), que las llama Relaciones histórico-geográficas de los pueblos de España.
Es una obra de siete tomos (seis para los pueblos y ciudades, y el séptimo siendo monográfico sobre la ciudad de Toledo), cuyo original está depositado en la biblioteca del Monasterio de San Lorenzo de El Escorial, si bien hay una copia en la Real Academia de la Historia. La obra tiene una estructura de cuestionario prefijado con interrogantes (en la obra reciben el nombre de capítulos) referentes a aspectos sociológicos, demográficos, geográficos, estratégicos y económicos de cada localidad. Cuestionario al que una delegación de hombres viejos, sabios o letrados de cada lugar había de responder con la mayor abundancia de datos posible. El propósito de la misma era, muy en la línea de control burocrático exhaustivo de Felipe II, tener un conocimiento profuso de cada lugar del reino. A título anecdótico cabe reseñar que en la obra manuscrita hay media docena de dibujos de mapas, escudos o elementos destacables que el escribano o alguno de los testigos creyó pertinente plasmar de forma gráfica.
Es muy probable que la idea original de acometer tal obra llegase al leer Felipe II los escritos de la Descripción y cosmografía de España, obra de Fernando Colón inédita pero que a través de varias manos acabó siendo incluida en la obra de Pedro de Medina y Florián de Ocampo de título Grandezas de España, que vio la imprenta en Sevilla en 1548 y en Alcalá en 1566.

## Realización
El hecho cierto es que en 1574 el Rey remite a los obispos un interrogatorio o cuestionario de veinticuatro preguntas para que los párrocos hiciesen la labor de campo, acompañada de esta carta:

El Rey

Por haber entendido que hasta ahora no se ha hecho ni hay descripción particular de los pueblos de estos reinos, cual conviene a la autoridad y grandeza de ellos, habemos acordado que se haga la dicha descripción y una historia de las particularidades y cosas notables de los dichos pueblos. Y porque si se hubiesen de enviar personas a traer las relaciones que a ello son menester, no podría haber la brevedad con que holgaríamos que esto se hiciese; ha parecido que por medio de los prelados, y corregidores, y justicias principales se podrá hacer muy cumplidamente, y sin dilación, y con más certidumbre que por otras vías, y así se os envía con ésta la Memoria que veréis. Encargamos y mandamos os, que conforme a ella ordenéis a todos los concejos y justicias de los lugares de la tierra y jurisdicción de esa ciudad y de los eximidos de ella, se informen muy bien de todo lo contenido en la dicha Memoria, y hagan particular relación de ello, encargándoles con gran instancia tengan mucho cuidado de enviárosla, cada uno de lo que tocare, la más cumplida, cierta y verdadera que sea posible, y con la mayor brevedad que ser pueda; y como os fueren trayendo las dichas relaciones, nos las iréis enviando dirigidas a Juan Vázquez de Salazar, nuestro Secretario, para que no se pierda tiempo en este negocio; que en ello y en que nos aviséis de cómo lo hubiéredes ordenado y proveído, nos serviréis.

La responsabilidad de su desarrollo recayó sucesivamente en varios cronistas de la corte: Juan Páez de Castro, Ambrosio Morales, Juan López de Velasco (que reunía el cargo de cosmógrafo y cronista), y otros. Pedro Esquivel recibió el encargo de la confección de un mapa, inacabado, y del que sólo parecen conservarse las veinte hojas del Atlas del Escorial (a escala 1:430.000).

## Resultados
A otros efectos, el resultado de este estudio no debió de tener demasiado calado, ya que no llegó a imprimirse, y Felipe II, insatisfecho, decide despachar una cédula a los gobernadores y corregidores de los pueblos, con un interrogatorio de 59 cuestiones. El resultado del cuestionario fue remitido al monarca en julio de 1578, aunque tampoco fue de su agrado, por lo que el 7 de agosto de 1578, Felipe II envía un nuevo interrogatorio de 45 capítulos. La obra conservada muestra una mezcla de los tres cuestionarios, dándose, además, la circunstancia de que algunos pueblos respondieron a más de uno de ellos, a pesar de que el Rey tomó la precaución de eximir de cada interrogatorio a los ayuntamientos que ya hubiesen respondido a alguno precedente.
No obstante, el resultado distó mucho de ser el planeado originalmente. Las Relaciones topográficas describen poco más de 700 localidades, todas ellas en un área muy concreta. Lo que entonces era Castilla la Nueva (provincias de Madrid, Guadalajara, Toledo, Cuenca, Ciudad Real), parte del Reino de Murcia (provincia de Albacete y algunos pueblos de la provincia de Murcia), además de algunos de las provincias de Alicante, Cáceres y Jaén.
Aun representando solo una porción pequeña de población de la España de la época, lo cierto es que tienen un incalculable valor para tomar conciencia de la realidad española de finales del siglo XVI. De hecho, el ímprobo esfuerzo administrativo realizado por el gabinete de Felipe II, nos brinda hoy la oportunidad de obtener una información que de otro modo sería del todo imposible de recabar, dado que en muchos casos se refiere a pequeñas aldeas que de no ser así, jamás habrían encontrado acomodo en ningún escrito oficial.